# Chapalmalania
Chapalmalania este un gen dispărut de procionide din Miocenul târziu⁠(d) sau Pliocenul timpuriu până la Pleistocenul timpuriu (Montehermosan⁠(d) până la Uquian⁠(d)) din Argentina (Formația Andalhualá), Venezuela (Formația San Gregorio, Venezuela⁠(d)), și Columbia (Formația Ware⁠(d), Bazinul Cocinetas⁠(d), La Guajira⁠(d)).

## Descriere
Identificată inițial greșit ca un fel de urs, Chapalmalania este de fapt o rudă uriașă a ratonilor și coatiilor, estimată să fi cântărit între 125 de kilograme și 181 de kilograme, comparabilă ca masă cu ursidele de dimensiuni mici/medii precum ursul negru american (Ursus americanus) și ursul cu ochelari (Tremarctos ornatus).